# Grabe, Središče ob Dravi
Grabe este o localitate din comuna Središče ob Dravi, Slovenia, cu o populație de 154 de locuitori.